# Andrew Soltis
Andrew Soltis (ur. 28 maja 1947 w Hazleton w Pensylwanii) – amerykański szachista, dziennikarz i autor książek o tematyce szachowej, arcymistrz od 1980 roku.

## Kariera szachowa
W latach 1967–1972 sześciokrotnie reprezentował Stany Zjednoczone na drużynowych mistrzostwach świata studentów, zdobywając 2 złote i 2 srebrne medale (3 drużynowo raz 1 indywidualnie). W czasie swojej kariery odniósł kilka międzynarodowych sukcesów, m.in. w Reggio Emilia (1970/71, III-IV m. za Bruno Parmą i Palem Benko, wspólnie z Mato Damjanoviciem oraz 1971/72, I m.) i Nowym Jorku (1977, I-II m. wspólnie z Leonidem Szamkowiczem; 1979, II-IV m. oraz 1980, I m.). 
Najwyższy ranking w karierze osiągnął 1 stycznia 1981, posiadał wówczas 2480 punktów i dzielił 16-19. miejsce wśród amerykańskich szachistów.
Od początku lat 80. zajął się pracą dziennikarską i pisaniem szachowych książek. Współpracował m.in. z magazynami Chess Life i New York Post. W 1988 otrzymał tytuł szachowego dziennikarza roku w Stanach Zjednoczonych (ang. Chess Journalists of America).

## Publikacje
- Karl Marx Plays Chess : And Other Reports on the World's Oldest Game, ISBN 0-8129-1906-8
- Turning Advantage into Victory in Chess, ISBN 0-8129-3581-0
- Pawn Structure Chess (1976), ISBN 0-679-14475-7
- Catalog Chess Mistakes (1980), ISBN 0-679-14151-0
- The Art of Defense in Chess (1986), ISBN 0-679-14108-1
- A Black Defensive System For The Rest of Your Chess Career (1987), ISBN 0-87568-166-2
- Winning with 1 e4 (1988)
- Winning with 1 c4: A Complete Opening System (1990)
- The Inner Game of Chess: How to Calculate and Win (1994), ISBN 0-8129-2291-3
- Grandmaster Secrets: Endings (1997), ISBN 0-938650-66-1.
- Soviet Chess 1917-1991 (1999), ISBN 0-7864-0676-3
- Bobby Fischer Rediscovered (2003), ISBN 0-7134-8846-8
- Rethinking the Chess Pieces (2004), ISBN 0-7134-8904-9
- How to Choose a Chess Move (2005), ISBN 0-7134-8979-0
- The 100 Best Chess Games of the 20th Century, Ranked (2006), ISBN 0-7864-2741-8